# Grabki Duże
Grabki Duże – wieś w Polsce położona w województwie świętokrzyskim, w powiecie staszowskim, w gminie Szydłów.
Do 1954 roku istniała gmina Grabki. W latach 1975–1998 miejscowość administracyjnie należała do województwa kieleckiego.

## Współczesne części wsi
Poniżej w tabeli 1 integralne części wsi Grabki Duże (0274690) z aktualnie przypisanym im numerem SIMC (zgodnym z Systemem Identyfikatorów i Nazw Miejscowości) z katalogu TERYT (Krajowego Rejestru Urzędowego Podziału Terytorialnego Kraju).
| SIMC    | Nazwa    | Rodzaj    |
| ------- | -------- | --------- |
| 0274708 | Kierdany | część wsi |
| 0274714 | Sachalin | część wsi |
| 0274720 | Zielonka | część wsi |

## Dawne części wsi – obiekty fizjograficzne
W latach 70. XX wieku przyporządkowano i opracowano spis lokalnych części integralnych dla Grabek Dużych zawarty w tabeli 2.

| Nazwa wsi – miasta | Nazwy części wsi – miasta           | Nazwy obiektów fizjograficznych – charakter obiektu |
| ------------------ | ----------------------------------- | --- |
| I. Gromada SZYDŁÓW |                                     | |
| 1. Grabki Duże     | 1. Kierdany 2. Sachalin 3. Zielonka | 1. Jawór — pole, łąka 2. Muliska — pole 3. Na Lesie — pole 4. Plant — pole, łąka 5. Pod Banią — pole 6. Pod Sadzonkami — pole 7. Pod Wiktorowem — pole, łąka 8. Sadzonki — lasek 9. Za Bartusiakiem — pole, łąka 10. Za Zygmuntem — pole 11. Zagonie — pole 12. Zwierzyniec — pole |

## Zabytki

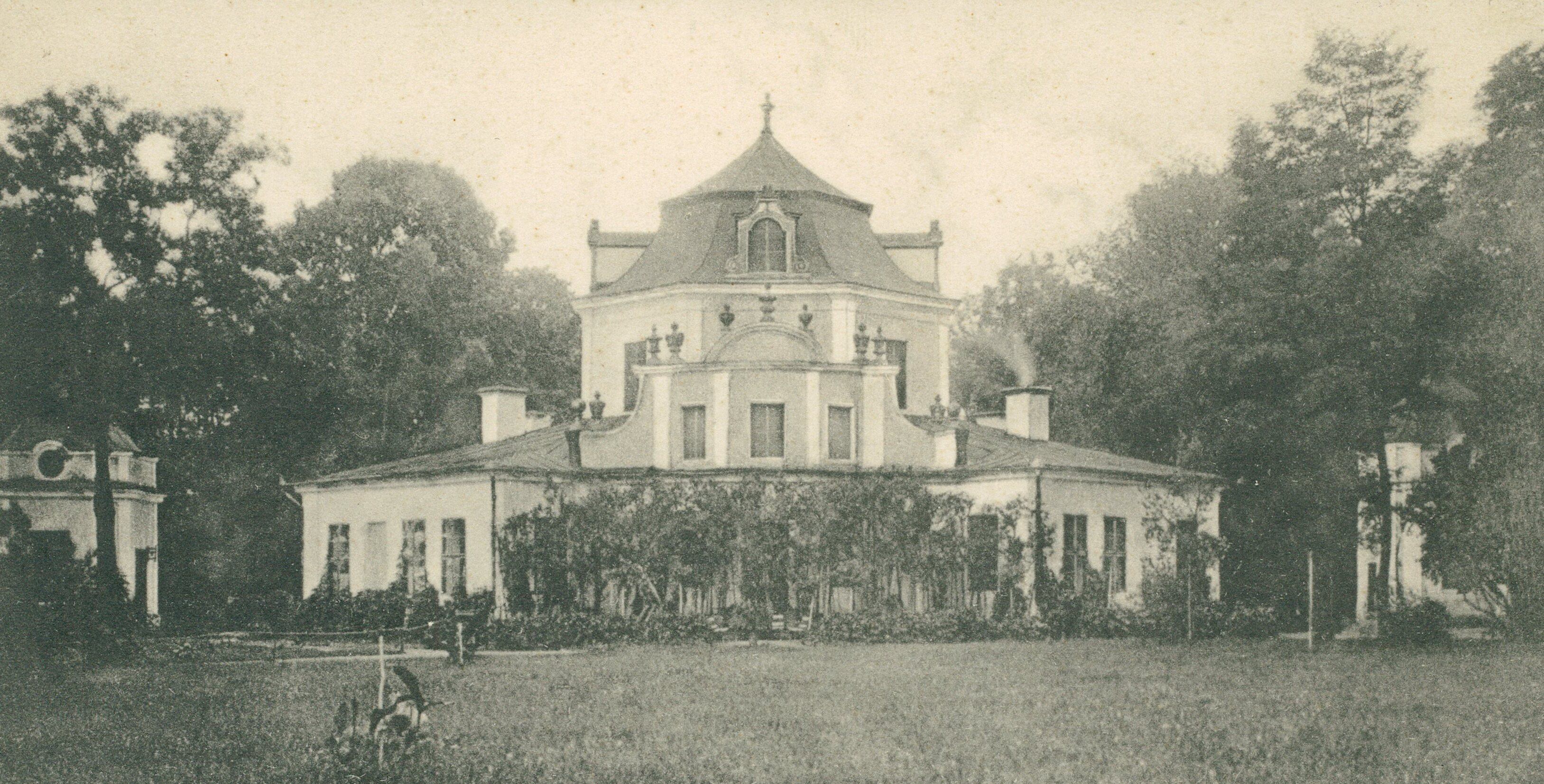
Widok pałacu przed 1917

Zespół pałacowy z 1742 r., o stylistyce orientalnej, wzniesiony według projektu Franciszka Placidiego. Wybudował go kasztelan małogoski Stanisław Rupniewski, który przez pewien czas przebywał w niewoli tureckiej i tam przeszedł na islam. Pałac nazywany był haremem. Nazwa ta mogła mieć znaczenie ironiczne, ze względu na wyjątkowe zainteresowanie płcią przeciwną Rupniewskiego, które oburzało rodzinę. Haremowego przeznaczenia pałacu nie można jednak wykluczyć ze względu na jego układ funkcjonalny. Pałac ma kształt ośmioboku z olbrzymią salą na parterze. Symetrycznie dobudowane są do niej mniejsze pomieszczenia. Na piętrze ulokowane są liczne pokoiki – również rozmieszczone symetrycznie. Obok pałacu znajdują się dwa pawilony. Jeden z nich miał służyć za herbaciarnię, drugi natomiast był miejscem modlitwy. W parku otaczającym pałac rośnie pomnik przyrody – cis pospolity w wieku 300-400 lat.